# Strukturel gruppering
Strukturel gruppering eller strukturel sammenligning (en. Structural alignment) er en metode inden for biokemien/bioteknologien der etablerer homologi mellem polymerstrukturer baseret på deres form og tredimensionale konformation. Det kan være for inddeling af beslægtede proteiner eller RNA-molekyler i familier eller superfamilier. 
Molekylær  strukturel gruppering er et værdifuldt værktøj til klarlægning af funktionelle og evolutionære sammenhænge på det molekylære plan. Med molekylær strukturel gruppering kan konvergent evolution let skelnes fra molekylær evolution.

## Proteiner
Proteiner kan have større eller mindre lighed. Hvis to proteiner har stor lighed i deres sekvens af aminosyrer, antager man at de er tæt evolutionært beslægtede. Med større evolutionær afstand falder denne lighed, men selv om sekvensligheden er lav, kan proteiner stadig have samme eller lignende funktion baseret på en overordnet 3D struktur, som for eksempel enzymet thioredoxin fra mennesker og bananfluen Drosophila melanogaster (se billedet) eller lectinerne con A og PNA fra to forskellige planter.

## RNA
Også RNA kan sammenlignes og inddeles evolutionært og funktionelt baseret på en overordnet strukturel sammenligning.